# Итало-йеменский договор
Итало-йеменский договор 1926 года — договор, заключённый в 1926 году между Королевством Италия и Йеменским Мутаваккилийским Королевством.

## Обстановка в регионе Красного моря и Аденского залива
Красное море имело стратегическое значение для Великобритании как в сфере торговли, так и в качестве маршрута для её военного флота, чтобы достичь Британскую Индию и прочие места. На юге от Йеменского Мутаваккилийского Королевства располагались британская колония Адена и Протекторат Аден, что создавало значительный риск для антиколониальных восстаний. Королевство Италия имело собственные колонии в регионе: Эритрея и Сомалиленд, — обе колонии имели низкую рентабельность. Существовало значительное убеждение, что увеличение связи с Йеменом подстегнет расширение торговли с колониями и приведёт регион под итальянскую сферу влияния. Йеменское Королевство в то время «положило глаз» на Аден планируя аннексию Адена, а с приходом имама Яхья к правлению, также были стремления к Великому Йемену.

## Договор
В сентябре 1926 года был подписан итало-йеменский Договор договор о дружбе. Договор признавал имама Яхью королём Йемена и его претензии на Аден.
Договор был продлён 15 октября 1937 года.